# Старая Хуторь
Старая Хуторь — опустевший поселок в Навлинском районе Брянской области в составе Алешинского сельского поселения.

## География
Находится в восточной части Брянской области на расстоянии приблизительно 11 км на запад-северо-запад по прямой от районного центра поселка Навля.

## История
Упоминался с 1930-х годов. На карте 1941 года обозначен как Ново-Троицкий с 40 дворами (тогда в данной местности было несколько хуторов с таким названием).

## Население
Численность населения: 9 человек (русские 100 %) в 2002 году, 0 в 2010.